# Epping, New Hampshire
Epping är en kommun (town) i Rockingham County i delstaten New Hampshire, USA med 6 411 invånare (2010). 